# Diapir

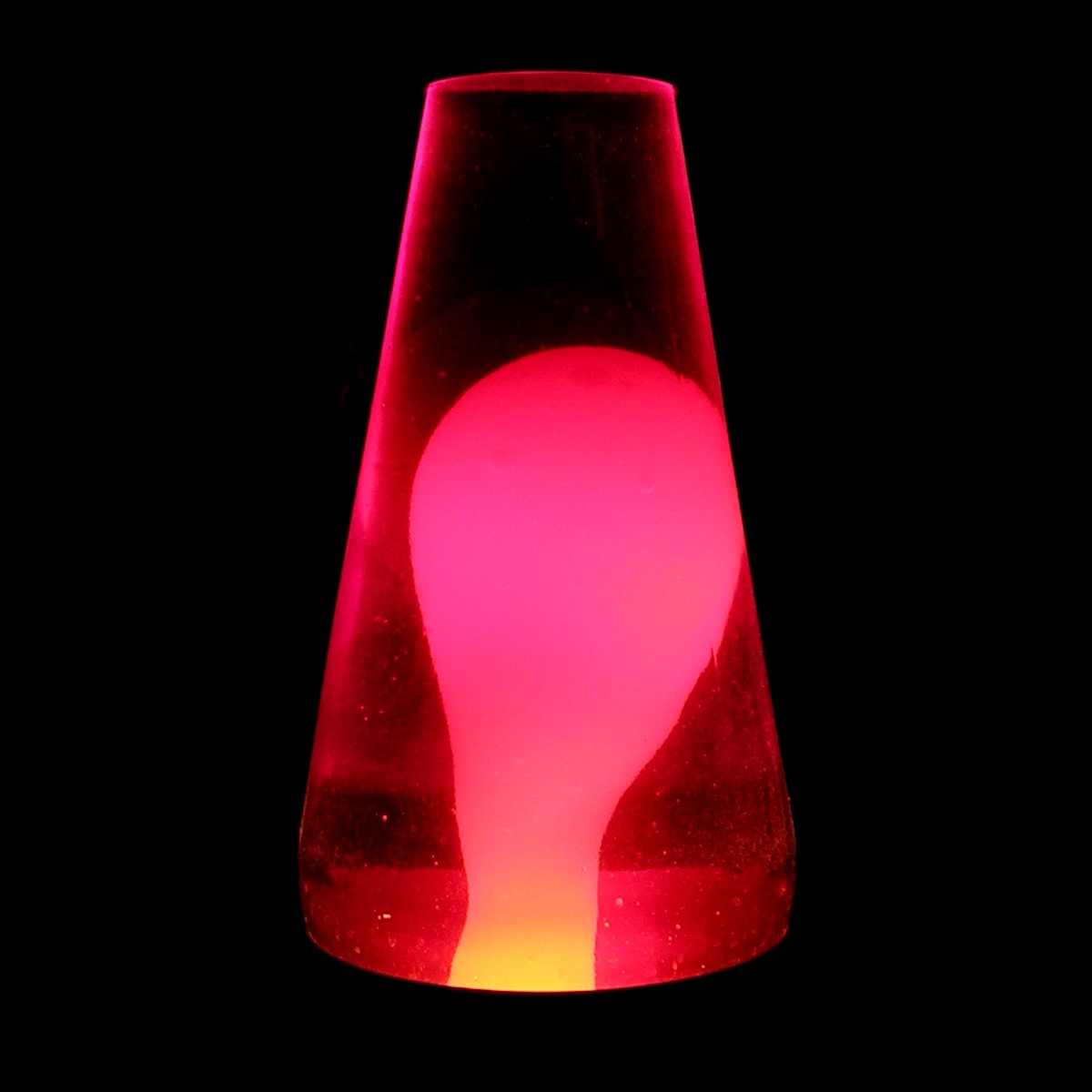
Lavalampe – Anschauungsobjekt für das Phänomen des Diapirismus

Ein Diapir (von altgriechisch διαπείρειν diapeirein „durchdringen“) ist in der Geologie ein Bereich, in dem  Material aus tieferen Schichten aufgestiegen ist. Dieses Phänomen nennt man Diapirismus. Es kommt in großem Maßstab beim Erdmantel vor. Über Hotspots bilden sich Manteldiapire (engl. mantle plumes). Der Antrieb für den Aufstieg ist eine niedrigere Dichte der tiefer liegenden Schicht. Die dadurch entstandene Rayleigh-Taylor-Instabilität lässt Blasen des unten liegenden Materials aufsteigen. 
Aufsteigende Schmelzen können Intrusionen bilden, beispielsweise die granitischen Batholithe, große pilzförmige Tiefengesteinskörper, auch Plutone genannt.
Evaporitdiapire können Salzstöcke und Salzwälle bilden. Salzstöcke sind kegel-, zylinder- oder pilzförmig. Sie ragen von der Schicht, aus der sie entstanden sind (Muttersalzschicht, engl. mother salt layer), nach oben, zum Teil bis an die Erdoberfläche.